# Acrolyta nigricapitata
Acrolyta nigricapitata är en stekelart som först beskrevs av Cook och Davis 1891.  Acrolyta nigricapitata ingår i släktet Acrolyta och familjen brokparasitsteklar. Inga underarter finns listade i Catalogue of Life.